# Raleigh Club
Le Raleigh Club était un club de restauration londonien.

## Histoire
Fondé en 1827 par Arthur de Capell Brooke, il se réunissait dans une taverne de St James's Park à Londres dans le but de se rencontrer, échanger des histoires et essayer les cuisines des pays lointains. Précurseur de la Royal Geographical Society, il est absorbé par celle-ci en 1854.
John Barrow et Alexander Burnes en furent membres.